# Scamboneura primogenia
Scamboneura primogenia är en tvåvingeart som beskrevs av Alexander 1931. Scamboneura primogenia ingår i släktet Scamboneura och familjen storharkrankar. Inga underarter finns listade i Catalogue of Life.